# Трихлорид азота
Нитрид хлора (I) NCl3,Cl3N — бинарное неорганическое соединение хлора и азота с формулой NCl3, тяжёлая маслянистая летучая жидкость жёлтого цвета.

## Получение
Реакция между аммиаком и хлором:
{\displaystyle {\mathsf {4NH_{3}+3Cl_{2}\rightarrow NCl_{3}+3NH_{4}Cl}}}
или солями аммония:
{\displaystyle {\mathsf {4NH_{4}NO_{3}+3Cl_{2}\rightarrow NCl_{3}+4HNO_{3}+3NH_{4}Cl}}}

## Физические свойства
Тяжёлая маслянистая летучая жидкость жёлтого цвета. Растворяется в бензоле, хлороформе, сероуглероде и диэтиловом эфире, плохо растворяется в воде (H2O). Хлорид азота(III) NCl3 (трихлорид азота) в больших количествах ядовит.
Очень неустойчив, в чистом виде при нагреве или ударе взрывается, но менее взрывоопасен, чем сухой нитрид трииода. Взрывается при контакте с глицеридами жирных кислот (жирами).

## Химические свойства
- При нагревании разлагается на азот и хлор[1]:

{\displaystyle {\mathsf {2NCl_{3}\ \xrightarrow {90^{o}C} \ N_{2}+3Cl_{2}}}}
- Медленно взаимодействует с водой:

{\displaystyle {\mathsf {NCl_{3}+3H_{2}O\rightarrow NH_{3}\uparrow +3HClO}}}
- Замещает водород в третичных алканах:

{\displaystyle {\mathsf {R_{3}CH+NCl_{3}\rightarrow R_{3}CNCl_{2}+HCl\uparrow }}}
- Является сильным ингибитором реакции хлора с водородом, одной тысячной доли процента достаточно для прекращения реакции[2].